# 1160
Cette page concerne l'année 1160  du calendrier julien. Pour l'année 1160 av. J.-C., voir 1160 av. J.-C.
L'année 1160 est une année bissextile qui commence un vendredi.

## Événements
- 22 janvier : reddition de Mahdia. Les Normands de Sicile sont chassés du littoral tunisien par les Almohades[1].

- 19 janvier-5 février : le siège du palais de Sanjō met fin à la rébellion de Heiji au Japon. Taira no Kiyomori (1118-1181) écrase le clan des Minamoto qui est expulsé de Kyōto et doit se réfugier au Kantō, dans l’est du Japon[2].
  - Le Kōfuku-ji, à Nara, temple fondé par et pour les Fujiwara, se rallie à la cause des Minamoto. Les moines haïssent les Taira qui ont tenté de s’ingérer dans leurs affaires et poussé au suicide un Fujiwara à la fin de la rébellion de Heiji. Les principaux monastères de Nara se réunissent autour du Kōfuku-ji pour soutenir la révolte. Lorsque Taira no Shigemori (1138-1179), fils aîné de Kiyomori et les Taira veulent réagir, ils se heurtent aux révoltés sur deux fronts. Nara est mise à feu et à sang. Les temples du Tōdai-ji et du Kōfuku-ji sont incendiés (1180).

- Juillet : mort du calife fatimide Al-Faiz, encore adolescent. Son jeune frère Al-Adid lui succède[3]. Les vizirs fatimides d’Égypte versent un tribut aux Francs pour qu’ils s’abstiennent d’intervenir dans leurs affaires.
- 23 novembre : Renaud de Châtillon, prince d’Antioche, est fait prisonnier par les soldats d’Alep au cours d’une opération de pillage, ce qui lui vaudra seize ans de captivité[4].

### Europe
- 27 janvier : prise de Crema, alliée de Milan, par Frédéric Barberousse après sept mois de siège[5].
- 5 - 11 février : concile de Pavie réuni par Frédéric Barberousse[6]. Victor IV est reconnu comme pape.
- 24 mars : anathème de Victor IV et de Frédéric Barberousse par le pape Alexandre III  réfugié à  Tours[7].

- Mars, Castille : victoire de la maison de Castro sur la maison de Lara à la bataille de Lobregal dans le conflit qui les oppose pour la régence du roi Alphonse VIII. Le comte Osorio Martínez, gouverneur de León, est tué[8].
- 18 mai : assassinat du roi Éric IX de Suède dans la cathédrale d’Uppsala. Il devient le saint patron de la Suède[9].
- 2 novembre : Henri le Jeune (5 ans), fils de Henri II Plantagenêt, épouse après dispense Marguerite de France (2 ans), fille de Louis VII. Marguerite apporte en dot Gisors[10].
- 10 novembre[11] : l’amiral Maion de Bari, favori du roi Guillaume Ier de Sicile est assassiné dans Palerme par Mattéo Bonello, à la tête d'une conspiration des barons normands.
- 13 novembre : après avoir été marié à Aliénor d’Aquitaine (qui l'a répudié), et Constance de Castille (décédée en couches), le roi de France Louis VII épouse Adèle de Blois-Champagne, fille de Thibaud II de Champagne, d’origine carolingienne, âgée de 20 ans[10].

- Brouille entre Valdemar Ier de Danemark et l'archevêque de Lund au sujet de la lutte du sacerdoce et de l’Empire. Valdemar soutient son suzerain Frédéric Barberousse, alors qu’Eskil et son successeur Absalon refusent de reconnaître l’antipape Victor IV. Eskil est exilé (1161-1167)[12]. Puis Valdemar finit par se placer sous l’autorité du pape légitime Alexandre III, qui accepte de canoniser Knud Lavard. Valdemar, devenu « fils de Saint », en profite pour faire sacrer son propre fils pour assurer sa succession (1170).
- Les Génois prennent possession de leur quartier à Constantinople[13], quartier qui leur a été donné par le chrysobulle de Manuel Ier Comnène de 1155, et qui leur permet de faire du commerce librement dans tout l’Empire byzantin, cela avec 4 % de taxes. Ce chrysobulle est déclaré en remerciement aux Italiens pour leur aide précédemment apportée. Ces privilèges seront enlevés à la fin du XIIe siècle, ayant ruinés les marchands byzantins et vidés les caisses de L’État.